# 梁暁声
梁 暁声（りょう ぎょうせい、本名梁 紹生、1949年9月22日 - ）は、中華人民共和国の小説家。代表作に小説『伊人伊人』『浮城』『雪城』『人世間』。

## 略歴
原籍は山東省栄成市で、1949年9月22日に黒竜江省ハルビン市に生まれた。
1966年、ハルビン第二十九中学を卒業した。
1968年 - 1974年、瀋陽軍区黒竜江生産建生兵団一師一団農工、班長、排長、小学教員、報道員、伐木工を歴任。
1974年、復旦大学中文系に入学した。1977年を卒業。
1979年に執筆活動を開始しました。
1977年 - 1988年、北京映畫製片廠編輯。 
1988年以降は中国兒童映畫製片廠の編劇、廠藝術委員会副主任などを歴任。
2002年以降は北京語言大学人文学院中文系の教授を務めた。
2012年6月15日、彼は招かれて中央文史研究館の館員に任命された。
2019年、『人世間』が第10回茅盾文学賞を受賞。

## 著書
- 『秋之殯』（『秋の葬送』、渋谷誉一郎訳、新潮社、1997年3月25日）
- 『人間煙火』
- 『今夜有暴風雨』
- 『伊人伊人』
- 『浮城』
- 『一個紅衛兵的自白』（『ある紅衛兵の告白　上・下』、朱建栄・山崎一子共訳、情報センター出版局、1991年1月10日、21）
- 『從復旦到北影』
- 『雪城』
- 『人世間』
- 『鬱悶的中国人』
- 『天若有情』
- 『死神』
- 『這是一片神奇的土地』